# Pazim
PAZIM er et højhus i Stettins centrum (polsk: Szczecin; Pommern, Polen). PAZIM er med 128 m den højeste bygning i Stettin. Arkitekten var Miljenko Dumencić. I PAZIM findes kontorer, Radisson Blu Hotel ****, café (Café 22 med vid udsigt) og parkeringsplads.